# Euclystis bendina
Euclystis bendina är en fjärilsart som beskrevs av Felder 1874. Euclystis bendina ingår i släktet Euclystis och familjen nattflyn. Inga underarter finns listade i Catalogue of Life.